# Дуэ (Франция)
Дуэ́ (фр. Douai МФА: [dwɛ]о файле, нидерл. Dowaai, лат. Duacum) — коммуна на севере Франции, регион О-де-Франс, департамент Нор, центр одноименного округа и кантона. Расположена в 32 км к югу от Лилля и в 13 км западнее бельгийской границы в исторической области Французская Фландрия, в 4 км от автомагистрали А21, на реке Скарп.
Основа промышленности — старинные угольные шахты и крупный завод компании Renault.
Население (2017 год) — 39 700 человек.

## История
На месте нынешнего Дуэ в IV веке римляне построили крепость Дуакум.
В средние века под властью графов Фландрских Дуэ процветал как один из важнейших текстильных центров Фландрии, старое нидерландское название города — Довай. В 1384 году он перешёл в руки графов Бургундских, а с 1477 года стал частью обширных владений Габсбургов.
В XVI веке сюда устремились изгнанные из Англии католики, превратив город в крупный образовательный центр католического мира. Основанный в 1562 году католический университет был, правда, переведён в 1887 году в Лилль.
В 1667 году город, в ходе Деволюционной войны, был взят войсками Людовика XIV и отошёл ко Франции по Аахенскому миру 1668 года.
В ходе войны за испанское наследство, во время нескольких осад в 1710—1712 годах, Дуэ несколько раз переходил из рук в руки и был почти полностью разрушен. В 1713 году город окончательно стал частью Франции.
Дуэ серьёзно пострадал во время обеих мировых войн. В 1918 году город был почти полностью сожжен, Вторая мировая война также нанесла Дуэ большой ущерб.
После войны Дуэ стал важным транспортным и коммерческим центром региона, известным благодаря крупнейшему в северной Франции месторождению каменного угля.

## Архитектура
Главная городская достопримечательность — 80-метровая колокольная башня, или беффруа, заложенная в 1380 году и возведённая в ажурном позднеготическом стиле. Славится её карильон из 62 колоколов, покрывающий пять октав. Во время Первой мировой войны карильон был демонтирован и вывезен в Германию. Помимо этого памятника Всемирного наследия, внимание туристов привлекают Валенсьеннские ворота (1453), восстановленная после войны церковь Нотр-Дам (заложена в XIII веке) и музей Шартрёз в бывшем картузианском монастыре, в котором выставлены полотна XVI—XVII веков.
Крепостные сооружения
Общий вид крепостных сооружений города известен благодаря плану XVII века, который выставлен в музее Шатрез.
В 1891 году практически все городские укрепления были разобраны, до наших дней сохранились лишь немногие их остатки.
Валенсьенские ворота
Были изготовлены в 1453 году из песчаника и первоначально носили имя Девы Марии. Как и Дворец правосудия, Валансьенские ворота выполнены с одной стороны в готическом, с другой в классическом стиле XVI века, что в то время было довольно частым явлением.
Аррасские ворота
Постройка датируется началом XIV века. Ворота выстроены в форме небольшого замка с двумя круглыми башнями из песчаника. Башни были призваны прикрывать с флангов вход в город. Первоначально построенные из дерева, Араские ворота стали первым городским объектом, перестроенным в камне. При выходе из города в нескольких метрах справа можно заметить останки городских ворот XVIII века.
Дамская башня
Круглая башня, составлявшая часть крепостной стены XIII века. Построена в 1425 году также из песчаника. Находится в одноимённом парке.

## Экономика
Структура занятости населения:
- сельское хозяйство — 0,9 %
- промышленность — 16,0 %
- строительство — 3,4 %
- торговля, транспорт и сфера услуг — 36,4 %
- государственные и муниципальные службы — 43,3 %

Уровень безработицы (2017) — 23,8 % (Франция в целом — 13,4 %, департамент Нор — 17,6 %). 

Среднегодовой доход на 1 человека, евро (2017) — 17 220 (Франция в целом — 21 110, департамент Нор — 19 490).

## Демография
Динамика численности населения, чел.

## Администрация
Пост мэра Дуэ с 2014 года занимает Фредерик Шеро (Frédéric Chéreau), член Совета региона О-де-Франс. На муниципальных выборах 2020 года возглавляемый им левый список одержал победу во 2-м туре, получив 41,33 % голосов (из четырех списков).
| Период | Период | Фамилия       | Партия                                                                       | Примечания                                                                                           |
| ------ | ------ | ------------- | ---------------------------------------------------------------------------- | --- |
| 1965   | 1983   | Шарль Фенен   | Разные левые                                                                 | работник шахты                                                                                       |
| 1983   | 2014   | Жак Вернье    | Объединение в поддержку Республики, Союз за народное движение, Республиканцы | депутат Национального собрания, депутат Европейского парлаамента, член Совета региона Нор-Па-де-Кале |
| 2014   |        | Фредерик Шеро | Социалистическая партия, Разные левые                                        | член Совета региона О-де-Франс                                                                       |

## Известные уроженцы
- Белльгамб, Жан (1470 – 1535) – фламандский художник.
- Деборд-Вальмор, Марселина (1786 —1859) – французская поэтесса.
- Джамболонья (1529 – 1609) – фламандский скульптор.
- Дюлоран, Анри Жозеф (1719 – 1793) - французский писатель и философ.
- Калонн, Шарль Александр (1734 – 1802) – французский государственный деятель.
- Кросс, Анри (1856 – 1910) – французский художник.

## Города-побратимы
- Серен, Бельгия
- Дедугу, Буркина-Фасо
- Харроу, Великобритания
- Реклингхаузен, Германия
- Пулавы, Польша
- Кеноша, США, штат Висконсин

## Галерея
- Церковь Нотр-Дам
- Церковь Святого Жака
- Дом тамплиеров
- Музей Шартрёз (фр.)
- Валансьенские ворота